# Окрейц, Станислав Станиславович
Станислав Станиславович Окрейц (13 (25) августа 1836, Повенец Олонецкой губернии ― 22 августа 1922, Борзна Черниговской губернии) ― русский писатель, журналист, публицист, литературный критик, издатель журналов «Дешёвая библиотека», «Луч», «Всемирный труд» и др.

## Биография
Родился в семье окружного начальника государственных имуществ. Родители ― католики.
Детство прошло в Петербурге, готовился к поступлению в Морской кадетский корпус, но после смерти отца вынужден был уехать к тётке в Витебскую губернию. В 1856 году окончил Витебскую гимназию, учился в Горы-Горецком земледельческом институте. В 1859—1862 гг. служил в могилёвской палате государственных имуществ. В 1863—1868 гг. ― второй библиотекарь виленской публичной библиотеки. В 1868 году, переехав в Петербург, по рекомендации А. К. Киркора поступает секретарём редакции в газету «Новое время».
В 1870 году С. С. Окрейц приобрёл журнал «Дешёвая библиотека», с целью превратить этот журнал переводной литературы в солидное литературное издание. Ему удалось привлечь к сотрудничеству видных литераторов Г. И. Успенского, Ф. М. Решетникова, Д. Д. Минаева, А. К. Шеллера-Михайлова, А. И. Левитова. Но из-за цензуры пришлось в 1874 году отказаться от журнала. Так же не удалось Окрейцу издание журналов «Всемирный труд» (вышло три номера), «Ваза», «Женские работы». Уехав из Петербурга, Окрейц несколько лет жил в своих наследственных имениях в Витебской, затем в Волынской губерниях.
С новыми демократическими веяниями М. Т. Лорис-Меликова, С. Окрейц, вернувшись в Петербург, начал выпускать журнал «Луч» (с 1880), а затем с 1890 года и одноимённую газету. По замыслу Окрейца, издания должны были, наряду с образцами лучшей отечественной беллетристики, давать беспристрастное освещение происходящих в империи событий: «мы не аристократы и не демократы; мы только народники и националисты и государственники». Однако, в своих изданиях Окрейц чётко указывал угрозу обществу: «нигилизм и революция». Обличая «лживо-широкие мировые идеи социалистов-космополитов», он предлагал проекты по обустройству «тех маленьких уголков земли русской, из которых слагается само государство» ― это вопросы местного самоуправления, народного образования, поддержку крестьянского хозяйства как противопоставления его люмпен-пролетаризации. У многих либеральных журналистов это, а также явный антисемитизм Окрейца, видевшего в революционерах «жидовство», вызвало саркастический протест
. Журналист А. Кауфман называл в печати Окрейца «присяжным юдофобом», человеком, «в течение многих лет то под собственной фамилией, то под псевдонимом Орлицкого выливавшего в специально создаваемых им органах печати помои на еврейский народ». А. П. Чехов прозвал Окрейца «Юдофоб Юдофобович», высмеивая в рассказах «Завещание старого 1883 года», «Елка», «Прощание», «Визитные карточки», «Письма», а в шуточной «Литературной табели о рангах» поставил его единолично на последнее место среди всех живущих русских литераторов («Не имеющий чина»).
В 1880—1890-х гг. С. Окрейц сотрудничал в журнале А. П. Пятковского «Наблюдатель», редактировал его газету «Гласность». В начале 1990-х редактировал московский «Журнал общества счетоводов», служил сидельцем в винной лавке
В 1903—1904 гг. году Окрейц издавал журнал «Речь». В 1905 году жил в одесском приюте для неимущих литераторов. В 1911—1915 гг. по рекомендации П. А. Столыпина редактировал газету «Орловская жизнь».
Летом 1917 года Окрейц уехал в Витебск, в 1919 году поселился на хуторе Касьяново под г. Борзна Черниговской губернии. Впоследствии жил в борзненской богадельне, называя себя «неразумным несчастливцем, которые так усердно добивались переворота». «История революции в очерках и рассказах» в трёх томах, написанная Окрейцем, пропала.

## Творчество
Писал под псевдонимом С. Орлицкий. Первые литературные опыты С. Окрейца относятся ко времени его службы в Могилёве ― публикации в «Искре» и «Экономическом указателе». На польско-белорусском материале был написан роман «Последние язычники. Роман из предрассветной эпохи 1840—1850 гг.» ― о Западном крае накануне польского восстания 1863 года. Роман приняли в «Отечественных записках», но Н. А. Некрасов, усмотря в нём симпатии автора к мятежным полякам, в публикации отказал. Позднее Окрейц не раз возвращался к теме восстания («Воспоминания инсургента», «Как я избег виселицы», «Старосветские помещики. Очерки Западного края» и др.), глубоко сочувствуя судьбе белорусского крестьянина ― «нашего запуганного, но по сердцу мне близкого народа».
С. Окрейц, занявшись литературной критикой, анализирует исторические сочинения Н. И. Костомарова, Д. Л. Мордовцева («Отживающие Вальтер-Скотты» и др.). Он рассматривает характеры «людей 40-х годов» в романах И. С. Тургенева, И. А. Гончарова, А. Ф. Писемского. В дальнейшем Окрейцем написано более 10 романов разного художественного уровня ― от откровенно бульварных («Преступник», «Крах») до остропублицистических («Кто виноват?», «Мыканье»). Он ― автор исторических романов («Драма 11 марта 1801 года», «Воскресшая Россия» (о Смутном времени), «Страшное время» (о 1812 годе).
В петербургских и московских журналах С. Окрейцем опубликован ряд воспоминаний, являющихся ныне ценными историческими источниками.